# Cagraray
Cagraray est une île située dans la province d’Albay aux Philippines. À l’exception des barangays de San Antonio et Salvacion qui appartiennent à Malilipot, les autres barangays de Cagraray appartiennent à la municipalité de Bacacay
L’île est prise en sandwich entre les îles San Miguel et Batan, et abrite Misibis Bay, une station balnéaire de luxe.
L’île est un lieu d’écotourisme connu et abrite la grotte de Mataas, l’une des deux seules grottes d’Albay ouvertes au public. Les autorités locales ont tenté de l’exclure des opérations d’extraction de marbre, conformément à la loi de la République 7942 ou à la loi philippine sur l’exploitation minière de 1995.

## Sites
Divers artéfacts archéologiques ont été trouvés sur l’île de 1871 à 1881. Environ 28 des grottes de l’île contenaient également des jarres funéraires sacrées.

## Transports
Un pont, enjambant la partie la plus étroite du canal de Sula, relie l’île à la partie continentale de Luçon. L’accès à l’île est également possible depuis ses principales villes de Malilipot et Bacacay et depuis la ville de Tabaco.